# TUR European Airways
TUR European Airways (em turco: TUR Avrupa Hava Yollari) foi uma companhia aérea charter turca com sede em Istambul.

## História

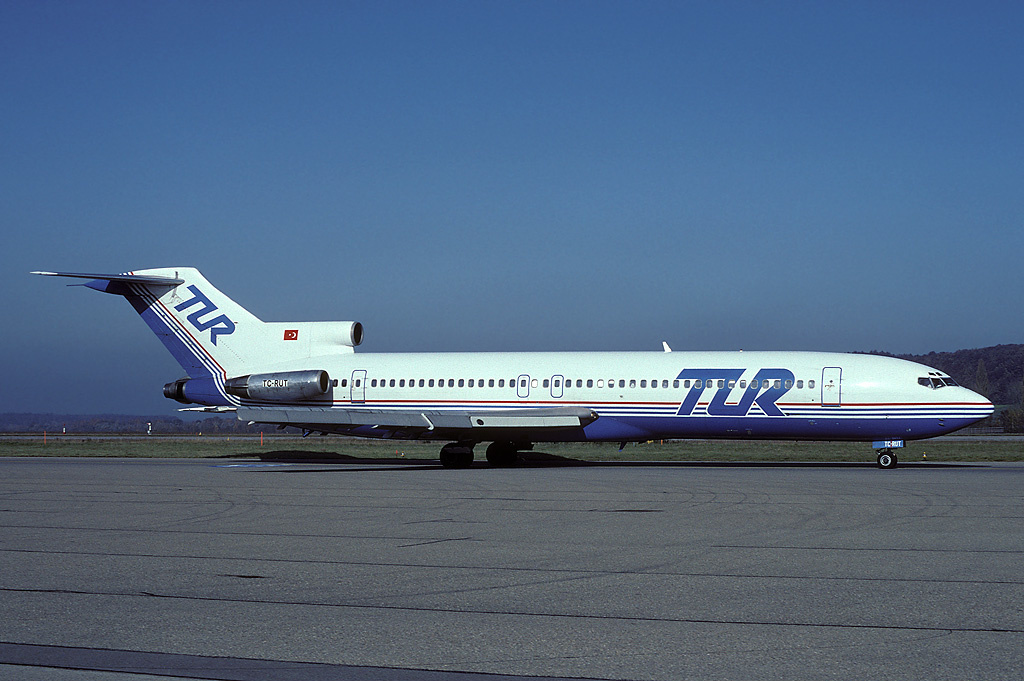
Um Boeing 727-200 da Tur European Airways em 1992

A TUR foi fundada em 1988 e começou as operações usando dois Boeing 727-200 para operações fretadas, principalmente da Alemanha, transportando turistas alemães e turcos expatriados para a Turquia.
Em 1992, a TUR entrou no mercado doméstico turco com voos de sua base em Istambul para Ancara, Esmirna e outros destinos domésticos. Os problemas econômicos devido à Guerra do Golfo trouxeram um declínio no mercado de turismo e dois Boeing 727s foram vendidos e os voos foram reduzidos. Em 1993, as perdas aumentaram e, como resultado, todos os voos regulares foram abandonados para se concentrar no negócio de fretamento. As operações foram interrompidas repentinamente em 1994 e a companhia aérea foi liquidada.

## Frota

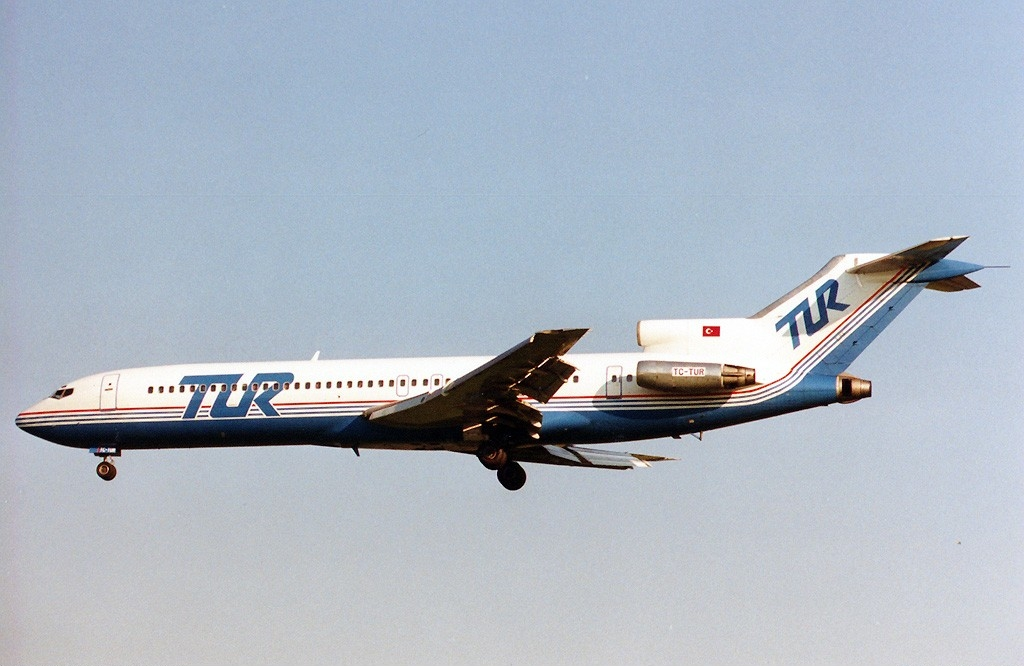
Um Boeing 727-076 da TUR European Airways

A frota da TUR European Airways consistia nas seguintes aeronaves (Maio de 1993):
| Aeronaves               | Em Serviço | Ordens | Passageiros | Notas |
| ----------------------- | ---------- | ------ | ----------- | ----- |
| Boeing 737-200          | 1          | –      | TBA         |       |
| McDonnell Douglas MD-83 | 2          | –      | TBA         |       |
| Total                   | 3          | 0      |             |       |